# Laura Svarytė
Laura Svarytė, po mężu Miškinienė (ur. 28 października 1992 w Szawlach) – litewska koszykarka występująca na pozycjach silnej skrzydłowej lub środkowej, reprezentantka Litwy, od 2023 zawodniczka Arki VBW Gdynia.
26 sierpnia 2018 dołączyła do Energi Toruń. 17 maja 2019 została zawodniczką Artego Bydgoszcz.
8 czerwca 2020 zawarła umowę z Arką Gdynia. 23 sierpnia 2021 zawarła po raz kolejny w karierze umowę z Polskimi Przetworami Basketem–25 Bydgoszcz. 3 grudnia 2021 opuściła klub. 

## Osiągnięcia
Stan na 18 marca 2024, na podstawie, o ile nie zaznaczono inaczej.
Drużynowe
- Mistrzyni:
  - Polski (2021)[8]
  - Litwy (2017)[9]
- Wicemistrzyni:
  - Polski (2020)
  - Litwy (2016)[10]
- Brązowa medalistka mistrzostw Polski (2024)[11]
- Zdobywczyni:
  - pucharu:
    - Polski (2021)[12]
    - Litwy (2016, 2017)[10][9]

  - Superpucharu Polski (2020)[13]
- Finalistka pucharu Polski (2019)[14]
- Uczestniczka rozgrywek Eurocup (2017/2018)

Indywidualne
(* – oznacza nagrody przyznane przez portal eurobasket.com)
- MVP:
  - sezonu ligi:
    - bałtyckiej (2017)[15]
    - polskiej EBLK (2021)[16]
    - litewskiej (2017)*[9]

  - finałów ligi litewskiej (2017)*[9]
  - miesiąca Ligi Bałtyckiej (wrzesień, październik – 2015)[17]
  - kolejki EBLK (2 – 2020/2021[18], 2 – 2021/2022[19])
- Najlepsza*:
  - środkowa ligi litewskiej (2015)[20]
  - skrzydłowa ligi litewskiej (2017)[9]
- Zaliczona do:
  - I składu:
    - EBLK (2020, 2021)[21][16]
    - ligi litewskiej (2015, 2017)*[20][9]
    - kolejki EBLK (16, 17, 20 – 2021/2022)[22][23][24]

  - II składu ligi litewskiej (2013, 2014)*
  - składu honorable mention ligi litewskiej (2012, 2016)*[25][10]
- Liderka w:
  - zbiórkach ligi:
    - polskiej EBLK (2020, 2021)
    - litewskiej LMKL  (2013–2015)[20]

  - skuteczności rzutów:
    - wolnych EBLK (2021 – 91,4%)
    - z gry (2021 – 71,7%)

Reprezentacja
- Uczestniczka:
  - kwalifikacji do Eurobasketu (2015, 2017)
  - mistrzostw Europy:
    - U–20 (2011 – 11. miejsce, 2012 – 9. miejsce)
    - U–18 (2010 – 6. miejsce)
    - U–16 (2008 – 12. miejsce)